# Campionato Nazionale 1929-1930
La stagione 1929-1930 è stato il quindicesimo Campionato Nazionale, e ha visto campione l'Hockey Club Davos.

## Gruppi

### Serie Est
L'Eishockeyclub St. Moritz e l'Eishockeyclub Arosa rinunciano alla partecipazione il 22 dicembre 1929, l'Hockey Club Davos è campione della Serie Est senza giocare.

### Serie Ovest
L'Hockey Club Rosey-Gstaad rinuncia alla partecipazione in quanto nella formazione sono presenti troppo pochi svizzeri.

#### Classifica
| Posizione | Squadra       | G | V | N | P | GF | GF | DR | Punti | Osservazioni            |
| --------- | ------------- | - | - | - | - | -- | -- | -- | ----- | ----------------------- |
| 1.        | Star Lausanne | 2 | 1 | 0 | 1 | 6  | 3  | 3  | 2     | Qualificato alla finale |
| 2.        | Château-d'Œx  | 2 | 1 | 0 | 1 | 5  | 5  | 0  | 2     |                         |
| 3.        | Lycée Jaccard | 2 | 1 | 0 | 1 | 5  | 8  | -3 | 2     |                         |

#### Risultati
| Gstaad 22 dicembre 1929 | Château-d'Œx | 2 – 1 referto | Star Lausanne |  |

| Gstaad 22 dicembre 1929 | Lycée Jaccard | 4 – 3 referto | Château-d'Œx |  |

| Gstaad 22 dicembre 1929 | Lycée Jaccard | 1 – 5 referto | Star Lausanne |  |

## Finale
|  | Davos | 16 – 1 referto | Star Lausanne |  |

## Verdetti
| Campionato Nazionale 1929-1930 | Campionato Nazionale 1929-1930 |
| ------------------------------ | ------------------------------ |
| Campionato Nazionale           | Davos                          |

### Roster della squadra vincitrice
| Vincitori del Campionato Nazionale HC Davos | Portieri: Difensori: Attaccanti: Bibi Torriani Allenatore: Bobby Bell |